# Allosergestes nudus
Allosergestes nudus is een tienpotigensoort uit de familie van de Sergestidae. De wetenschappelijke naam van de soort is voor het eerst geldig gepubliceerd in 1914 door Illig.